# Água potável

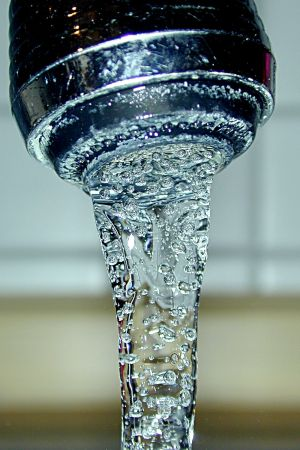
Torneira doméstica com água potável

Água potável é a água de qualidade suficiente para consumo humano, tanto para se beber como para preparar alimentos. Globalmente, em 2012, 89% das pessoas tinham acesso a água adequada para beber. Quase 4 bilhões de pessoas têm acesso a água encanada, enquanto outras 2,3 bilhões têm acesso a poços d'água ou torneiras públicas. 1,8 bilhões de pessoas usam fontes de água não potável que podem estar contaminada por fezes. Isso pode resultar em infecções intestinais tais como cólera e febre tifoide entre outras.
No entanto, no ano de 2017, a Organização Mundial de Saúde em seu relatório do Programa de Monitoramento Conjunto de 2017, feito em conjunto com o Fundo das Nações Unidas para a Infância, afirmou que o número de pessoas sem acesso à água potável subiu para cerca de 2,1 bilhões, ainda no ano de 2015.
A água é essencial para a vida; a quantidade de água necessária para cada um ingerir diariamente é variável, dependendo de atividades físicas, condições de saúde, idade e fatores ambientais. Estima-se que estadunidenses bebam, em média, cerca de 1 litro de água por dia, sendo que 95% bebem menos de 3 litros diários. Para aqueles que trabalham em um ambiente de clima quente, até 16 litros de água podem ser necessários por dia. A água compõe cerca de 60% do peso em homens e 55% do peso em mulheres. Os lactentes são formados por cerca de 70% a 80% de água, enquanto os idosos são formados por cerca de 45%.

## Etapas do tratamento

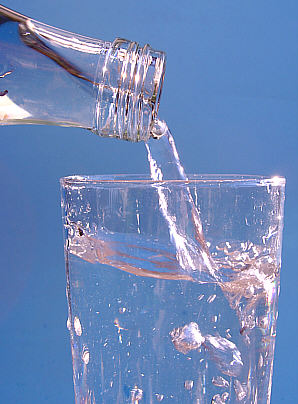
Água mineral.

Cada etapa do tratamento da água pode representar um obstáculo à transmissão de doenças. O grau e o tipo de tratamento pode ir de uma simples desinfecção até um tratamento mais complexo, dependendo das condições do manancial que vai ser utilizado. Esses aspectos são estudados numa especialidade da engenharia hidráulica denominada de engenharia sanitária.
- Coagulação - A primeira destas etapas é a coagulação, quando a água bruta recebe, logo ao entrar na estação de tratamento, uma dosagem de sulfato de alumínio (tanino em algumas estações de tratamento). Este elemento faz com que as partículas sólidas (sedimentos), sobretudo argila, iniciem um processo de aglomeração.
- Floculação - Segue-se a floculação, quando, em tanques de concreto, continua o processo de aglutinação das impurezas, na água em movimento. As partículas se transformam em flocos mais pesados.
- Decantação - A água entra em outros tanques, onde vai ocorrer a decantação. As impurezas, que se aglutinaram e formaram flocos, vão se separar da água pela ação da gravidade, indo para o fundo dos tanques.
- Filtração - A próxima etapa é a filtração, quando a água passa por filtros com camadas diversas de seixos (pedra de rio) e de areia, com granulações diversas e carvão antracitoso (carvão mineral). Aí ficarão retidas as impurezas mais finas que passaram pelas fases anteriores.
- Desinfecção - A água neste ponto parece ser potável, apenas sob o aspecto organoléptico, mas para maior proteção contra o risco de contaminações, é feito o processo de desinfecção.  Pode ser  feita através do cloro líquido, do cloro gasoso, do ozônio ou de outras formas. A cloração, serve para eliminar os germes patogênicos (nocivos à saúde) e garantir a qualidade da água até a torneira do consumidor.
- Fluoretação - Opcionalmente, pode ser feita a fluoretação, quando é adicionado fluorsilicato de sódio ou ácido fluorsilícico em dosagens adequadas. Com o objetivo de reduzir a incidência de cárie dentária, especialmente nos consumidores até aos 12 anos de idade, período de formação dos dentes. Por ser arbitrária, essa pratica costuma causar certa polêmica nos EUA, devido ao fato de que, em cerca de 20% dos casos, causa algum tipo de fluorose infantil.
- Correção de pH- A última ação neste processo de tratamento da água é a correção de pH, quando é adicionada a cal hidratada ou barrilha leve (carbonato de sódio) para uma neutralização adequada à proteção da tubulação da rede.

Entre a entrada de água bruta na estação de tratamento até sua saída, já potável, decorrem cerca de alguns segundos a 60 minutos, dependendo da qualidade da água bruta e do tipo de tratamento adotado.
A água potável é fornecida por estações de tratamento até as unidades consumidoras (água encanada) ou através de carro-pipa, com um abastecimento regular, em algumas regiões mais afastadas das áreas urbanas.

## Direito Humano
A importância da água para a vida, em especial para a dinâmica da vida humana em assentamentos e comunidades, é tão grande que no mês de julho do ano de 2010, a Assembleia Geral das Nações Unidas, por meio da Resolução 64/292, reconheceu que “o direito à água potável e ao saneamento básico é um direito humano essencial para o pleno desfrute da vida e de todos os direitos humanos”. Posteriormente, em ampliação dos debates no mês de dezembro do ano de 2015, a mesma Assembleia Geral das Nações Unidas edita a Resolução 70/169, a qual distingui os direitos humanos à água potável e ao saneamento, tornando-os independentes, mas não descorrelacionados, ao contrário, complementares. A mesma Resolução afirma-os, ainda, como “componentes do direito a um nível de vida adequado”, em uma consagração de seu reconhecimento como direitos humanos.

### Brasil
Não obstante, a água potável não é um direito fundamental, isto é, não está elencada na Constituição Federal de 1988 como tal. Apesar disso, é dever do Município e, em alguns casos, também do Estado, garantir o acesso à água potável por meio da prestação de serviço público de seu abastecimento regular. O que não dispensa o Estado brasileiro de garanti-lo por meio da prestação do serviço público de abastecimento de água potável. Por este motivo é que a deficiência na prestação do serviço de abastecimento de água potável pode configurar uma violação dos direitos humanos pelo Estado.
Nesse sentido, no mês de março do ano de 2018 é que foi que um grupo de entidades formado por um think tank, uma Oscip e duas ONGs submeteram ao Setor de Petições do Escritório do Alto Comissariado dos Direitos Humanos da ONU, uma Comunicação no âmbito das Resoluções mencionadas acima pela histórica e sistemática  violação ao direito  humano de acesso à água potável e aos serviços de esgotamento sanitário por parte do Estado brasileiro.